# Дубовой, Арон Михайлович
Аро́н Ми́хелевич (Миха́йлович) Дубово́й (Дубо́вый, рум. Aron Dubovoi; 10 марта 1921, Красные Окны, Балтский уезд — 15 декабря 2007, Израиль) — молдавский советский шашист, шашечный тренер, судья. Мастер спорта СССР, судья всесоюзной категории (1965, первый в Молдавии).

## Биография
Родился в Красных Окнах в семье Мехла Моисеевича Дубового (1896, Топалы — 1987) и Ривы Лейбовны Кучер (1895, Чубовка — 1975). Заниматься шашками начал в 1934 году в Тираспольском городском Доме пионеров и школьников под руководством И. Е. Качерова. На первом турнире, посвящённом образованию МАССР, занял второе место, затем стал чемпионом Молдавии среди юношей на первом первенстве в 1940 году. Призёр первенств Всесоюзного совета ДСО Спартак.
С 1940 года служил в Советской Армии, прошёл обучение на торпедиста в отряде подводного плавания в Ленинграде. В годы Великой Отечественной войны — краснофлотец-торпедист, воевал на Балтийском флоте, считался пропавшим без вести в сентябре 1941 года. Позже выяснилось, что он был тяжело ранен и остался инвалидом войны. Вернувшись после войны в Тирасполь, организовал шашечную секцию в детско-юношеской спортивной школе, где преподавал шашки. Работал главным бухгалтером тираспольского спорткомитета.
Среди воспитанников А. М. Дубового — чемпион СССР по переписке и десятикратный чемпион Молдавской ССР по международным шашкам Рафаил Здоровяк, 31-кратный чемпион Израиля и 10-кратный чемпион Молдавии Александр Шварцман, призёр турнира юниоров в Нидерландах Александр Киреев, серебряный призёр чемпионата СССР среди юниоров (1965) Давид Гейман. На протяжении десятилетий состоял членом президиума Федерации шашек Молдавии. Основатель ежегодного шашечного фестиваля «Дружба народов» в Тирасполе (1967—1998). Первым в Молдавии был удостоен звания «Судья всесоюзной категории» (1965).
В декабре 1992 года переехал с семьёй в Израиль. Мемориальный турнир по русским шашкам памяти А. М. Дубового проходил в тираспольской СДЮШОР-3. Почётный национальный мастер Израиля (2005).